# جوایز سان جوردی
جوایز سان جوردی (کاتالونیایی: Premis Sant Jordi de Cinematografia) مجموعه جوایزی است که همه ساله توسط بخش کاتالونیایی «رادیو ملی اسپانیا» در شهر بارسلون اهدا می‌شود. این جایزه‌ها در سال ۱۹۵۷ به‌دنبال ممنوعیت ساخت فیلم به زبان کاتالان توسط دولت دیکتاتوری فرانکو، جهت تشویق سینمای کاتالان پایه‌گذاری شد.
جوایز سان جوردی در شاخه‌ها و رشته‌های زیر اهدا می‌شود:
- بهترین اثر نخست
- بهترین فیلم اسپانیایی
- بهترین بازیگر نقش اصلی زن در یک فیلم اسپانیایی
- بهترین بازیگر نقش اصلی مرد در یک فیلم اسپانیایی
- بهترین فیلم خارجی
- بهترین بازیگر نقش اصلی زن در یک فیلم خارجی
- بهترین بازیگر نقش اصلی مرد در یک فیلم خارجی
- جایزهٔ ویژه هیئت داوران
- جایزهٔ صنعت فیلم
- جایزهٔ منتقدان رادیو ملی اسپانیا